# Regiunea Borkou
Regiunea Borkou este una dintre cele 22 unități administrativ-teritoriale de gradul I ale statului Ciad. Reședința sa este orașul Faya-Largeau.